# Elliot Elliot
Elliot Elliot, född 9 juli 1967 i Stockholm, är en svensk fotograf, kompositör och musikproducent. Han har släppt en rad fullängdsalbum, som Music, I Love You! och Nature For President och ställt ut sina bilder på bland annat Kulturhuset i Stockholm.

## Biografi
Elliot Elliot är en stockholmsbaserad fotograf, kompositör och musikproducent. Han har haft ett flertal separatutställningar med sina bilder, som Hej Fotografi! på Bildhuset, Hej Djur! på Kulturhuset och Kerrys Hundvård på Galleri Kontrast. Elliot Elliot är frilansfotograf sedan 2001 och medlem i Johnér bildbyrå. Han har även illustrerat foto-barnboken Stiligt Stella som gavs ut på Rabén & Sjögren 2008.
Som kompositör har Elliot Elliot gett ut sex album där jazzen står i centrum. Han debuterade 2005 med albumet Done. 2013 kom hans andra skiva Science and Magic. På skivan medverkade bland andra sångerskan Sara Isaksson, jazzpianisten Daniel Tilling och riksspelmannen Mats Edén. Tredje skivan Yeah Low släpptes 2015 med musiker som Peter Asplund på trumpet och Morgan Ågren på trummor. Fjärde albumet Sympathy Breakthrough släpptes 2017 och beskrivs av Lira Musikmagasin som jazz kryddat med folkmusik, filmiska tongångar och funk. Här medverkar musiker som pianisten Mats Öberg och David Eriksson på nyckelharpa. 2019 kom skivan Nature for President där musiker som pianisten Adam Forkelid, vibrafonisten Mattias Ståhl och den brasilianske pianisten Eduardo Taufic medverkar.
2020 kom Elliot Elliots sjätte album Music, I Love You!, som gavs ut på Naxos Prophone Records. På skivan medverkar musiker som Morgan Ågren på trummor, Mattias Ståhl på vibrafon, Adam Forkelid på piano, Jonas Lindeborg på trumpet, Krydda Sundström på bas och Daniel Tilling på piano. Skivan blev utsedd till en av årets främsta jazzskivor och Årets Färgklick 2020 av Lira Musikmagasin.
Elliot Elliots senaste skiva Get High on This! släpptes hösten 2023. På skivan medverkar 53 musiker från hela världen, inklusive flera svenska kända musiker som Karin Hammar på trombon, Morgan Ågren på trummor, Peter Asplund på trumpet och Anna Ahnlund, från Dina Ögon, på sång. Enligt Lira Musikmagasin flödar skivan över av kreativitet och fina detaljer och Elliot Elliot beskrivs lite som en svensk Quincy Jones.

## Separatutställningar
- 2018 – What I see is what I see Slottet
- 2016 – Synd! Aarts
- 2005 – Kill your Darlings Galleri Bondesonen
- 2004 – Kerrys hundvård Galleri Kontrast
- 2004 – Hej djur! Kulturhuset
- 2002 – Hej fotografi Bildhuset

## Diskografi
- 2023 – Get High on This!
- 2020 – Music, I love you! (Naxos Prophone)
- 2019 – Nature for President
- 2017 – Sympathy Breakthrough
- 2015 – Yeah Low
- 2013 – Science and Magic
- 2005 – Done